# Déjà vu - Corsa contro il tempo
Déjà vu - Corsa contro il tempo (Déjà vu) è un film del 2006 diretto da Tony Scott.
La pellicola, con protagonista Denzel Washington, è stata scritta da Terry Rossio e Bill Marsilii. Il film è interpretato anche da Val Kilmer, Paula Patton, Bruce Greenwood, Adam Goldberg e Jim Caviezel.

## Trama
Il giorno di Martedì Grasso a New Orleans, il traghetto Sen. Alvin T. Stumpf, che trasporta lungo il Mississippi un nutrito gruppo di marinai della Marina degli Stati Uniti assieme alle loro famiglie esplode e affonda, uccidendo le 543 persone a bordo. L'agente dell'ATF Doug Carlin viene incaricato di indagare sull'esplosione e scopre che la strage è frutto di un attacco terroristico. Durante una riunione fra forze dell'ordine che si occupano del caso incontra l'agente dell'FBI Paul Pryzwarra e ha modo di illustrare le sue scoperte.
Di ritorno nel suo ufficio, Carlin viene informato della scoperta di un corpo carbonizzato nel fiume. È quello di Claire Kuchever ed è stato trovato, a differenza di altri corpi, prima dell'esplosione. Si pensa che qualcuno abbia voluto far credere che fosse una delle vittime del traghetto, ma che il rinvenimento del corpo prima del previsto abbia tradito i piani dell'attentatore. Carlin scopre anche che il suo compagno di squadra, Larry Minuti, andato in ferie, potrebbe essere stato a bordo del traghetto.
Nel frattempo Pryzwarra, colpito dalle capacità investigative di Doug, gli chiede di unirsi all'unità dell'FBI che sta indagando sul caso, usando una sofisticata apparecchiatura chiamata "Snow White" (Biancaneve), che permette di avere delle immagini sulle giornate precedenti all'attentato. Inizialmente a Doug viene spiegato che si tratta di immagini rielaborate combinando telecamere di sorveglianza con quelle fornite dai satelliti (gli oltre 4 giorni di ritardo sono dovuti al tempo di processamento delle immagini), ma ci mette poco a capire che in realtà il sistema permette di guardare direttamente nel passato (precisamente indietro di 4 giorni, 6 ore, 3 minuti, 45 secondi, 14.5 nanosecondi). Lo svantaggio del sistema è che consente di vedere gli eventi solo una volta e in tempo reale, anche se le immagini possono essere registrate. Convinto che Claire sia un elemento cruciale nelle indagini, Carlin riesce a convincere la squadra a seguire in particolare le sue azioni. 
Durante l'indagine Doug ha occasione di seguire gli ultimi giorni della vita di Claire e di innamorarsene, riuscendo inoltre a localizzare ed arrestare Oerstad, l'attentatore. L'intelligente Doug non ci mette molto a capire che, attraverso il congegno spazio-temporale può anche tornare indietro nel tempo, e infatti decide di farlo, rischiando la sua stessa vita, per provare a salvare Claire e prevenire l'attentato al traghetto.
Doug e Claire vanno al traghetto. Doug cerca di trovare e disarmare la bomba, ma nel frattempo Oerstadt cattura Claire e la trattiene all'interno del veicolo in cui ha piazzato la bomba. Segue una brutale sparatoria che culmina con Doug che tenta di negoziare con Oerstadt ma alla fine lo prende alla sprovvista e lo uccide. Entra nel veicolo per cercare di liberare Claire ma la polizia li circonda e minaccia di aprire il fuoco. Per salvare tutti, Doug spinge di proposito il veicolo dalla fine del traghetto prima che esploda. Claire fugge ma Doug, incapace di uscire, muore nella successiva esplosione subacquea. Mentre piange disperatamente per la morte dell'agente, Claire viene avvicinata da un identico Doug Carlin, quello del suo presente, che si reca da lei per consolarla. La ragazza, rimasta senza parole dopo quello che è successo, va via con Doug a bordo dell'automobile di servizio.

## Distribuzione
Il film è uscito nelle sale statunitensi il 22 novembre 2006, mentre in quelle italiane il 15 dicembre dello stesso anno.

## Produzione
Il film si basa sulle ricerche scientifiche condotte sul fenomeno del déjà vu, e in particolare sulla teoria di un multiverso con singoli universi destinati a incrociarsi casualmente. Consulente scientifico del film è stato il fisico e cosmologo Brian Greene.
Durante la produzione vi furono notevoli problemi causati dall'uragano Katrina, le riprese furono infatti spostate inizialmente fuori da New Orleans; dopo la ricostruzione la troupe fece ritorno nella città.

## Accoglienza

### Incassi
Nel suo weekend d'apertura la pellicola ha incassato 20574802 $ in 3 108 sale. A fronte di un budget di 75 milioni di dollari, il film ha incassato 64038616 $ in Nord America e 116518934 $ nel resto del mondo, per un totale di 180557550 $. In Italia ha incassato 7678362 €.

### Critica
Il film ha ricevuto recensioni miste da parte della critica. Sull'aggregatore di recensioni Rotten Tomatoes ha un indice di gradimento del 55% basato su 160 recensioni, con un voto medio di 5,9 su 10. Su Metacritic ottiene un punteggio di 59 su 100 basato su 32 recensioni.

## Edizione italiana
La direzione del doppiaggio italiano è a cura di Massimiliano Alto, su dialoghi di Carlo Valli, per conto della Cast Doppiaggio Srl. La sonorizzazione, invece, venne affidata alla SEFIT-CDC.